# José Bernales Navarro
José Bernales Navarro (Santiago, 18 de marzo de 1898-Santiago, 23 de agosto de 1966) fue un abogado y político chileno, elegido diputado y designado como regidor e intendente.

## Biografía
Fue hijo de José Bernales Castro y de María Mercedes Navarro Castro. Sus estudios primarios los realizó en Colegio de los Padres Escolapios, mientras que los secundarios en el Liceo de Concepción. Sus estudios superiores en leyes fueron realizados en el Curso Fiscal de Leyes de Concepción (actual Facultad de Derecho de la Universidad de Concepción), dependiente de su mismo Liceo.
Contrajo matrimonio con Brunilda Varela Sanhueza y tuvo cuatro hijos.
Su vida laboral se centró en algunas empresas privadas, en su mayoría de la zona centro sur del país, específicamente en la zona de Los Ángeles, donde también fue agricultor en algunos fundos del sector.

## Vida política
Como militante del Partido Democrático de Chile, fue un distinguido líder de la agrupación Departamental de Concepción, electo para ser presidente de la colectividad a nivel regional. Es en esta colectividad donde ejerce como regidor de Concepción, y resulta elegido como diputado por la agrupación Departamental de Concepción, Tomé, Yumbel, Coronel y Talcahuano para el parlamento de 1941 a 1945, integrando la comisión de educación.
Fue intendente de Arauco, entre 1949-1952. Y director del departamento de prisiones en 1953.